# Paulina Dulla
Paulina Dulla (ur. 1980 w Warszawie) – polska aktorka teatralna. 

## Życiorys
Od 2007 roku aktorka Teatru Żydowskiego w Warszawie, Teatru Wariacja i Teatru Dobrego Serca, współautorka scenariuszy i scenograf. Dyplom zdała na ZASP. Ukończyła studia magisterskie na Wydziale Filologii Germańskiej Uniwersytetu Warszawskiego.

## Kariera
| Aktorka teatralna Teatr Żydowski w Warszawie - 2008: W nocy na starym rynku. Gorączka jesiennej nocy - 2006: Tradycja - 2004: Między dniem a nocą | Użyczyła głosu - 2008: Plebania |